# Let Me Down Slowly
Let Me Down Slowly (englisch für: „Lass mich langsam fallen“) ist ein Lied des US-amerikanischen Singer-Songwriters Alec Benjamin aus dem Jahr 2018. Im Folgejahr erschien eine Version von Benjamin mit der kanadischen Popsängerin Alessia Cara.

## Entstehung und Veröffentlichung
Das Lied wurde vom Interpreten selbst, zusammen mit den Koautoren Nolan Lambroza und Michael Pollack, getextet beziehungsweise komponiert. Lambroza zeichnete zudem, mit Aaron Zuckerman, für die Produktion verantwortlich.
Die Erstveröffentlichung von Let Me Down Slowly erfolgte als Single am 25. Mai 2018 bei Warner Music. Am 16. November 2018 erschien das Lied als Teil des Mixtapes Narrated for You. Im Folgejahr nahm Benjamin das Lied mit der kanadischen Sängerin Alessia Cara auf, diese Version erschien am 7. Januar 2019 ebenfalls als Single.

## Inhalt
In dem Lied geht es um eine endende Liebesbeziehung. Das lyrische Ich fragt sein Gegenüber im Refrain, ob es einen Weg finden könne, es langsam fallenzulassen. Ein bisschen Mitgefühl könne es sicher zeigen. Wenn es fortgehen wolle, werde es so einsam sein. Wenn es es verlasse, lasse es sich selbst langsam fallen. („Could you find a way to let me down slowly? A little sympathy, I hope you can show me. If you wanna go, then I'll be so lonely. If you're leaving, baby let me down slowly.“).

## Musikvideo
Das dazugehörige Musikvideo zur Solo-Version entstand unter der Regie von Matt Swinsky und verzeichnet aktuell auf der Videoplattform YouTube über 594 Millionen Aufrufe. Die offizielle Musikvideoversion mit Alessia Cara hat über 24 Millionen Aufrufe. Das erste Musikvideo zeigt eine Frau, die sich mit ihrem Geliebten streitet, und endet darin, dass sie einen Supermarkt überfällt. Alec Benjamin erscheint im gesamten Video als Betrachter des Geschehens. Im zweiten Video singen Benjamin und Cara ihre Verse allein an verschiedenen Orten, unterbrochen von Szenen, in denen sie sich als Paare umarmen.

## Kommerzieller Erfolg

### Chartplatzierungen
| ChartsChartplatzierungen     | Höchstplatzierung | Wochen |
| ---------------------------- | ----------------- | ------ |
| Deutschland (GfK)            | 40 (33 Wo.)       | 33     |
| Österreich (Ö3)              | 47 (26 Wo.)       | 26     |
| Schweiz (IFPI)               | 20 (48 Wo.)       | 48     |
| Vereinigtes Königreich (OCC) | 31 (15 Wo.)       | 15     |

| ChartsJahrescharts (2019) | Platzierung |
| ------------------------- | ----------- |
| Deutschland (GfK)         | 55          |
| Österreich (Ö3)           | 69          |
| Schweiz (IFPI)            | 21          |

| ChartsChartplatzierungen       | Höchstplatzierung | Wochen |
| ------------------------------ | ----------------- | ------ |
| Vereinigte Staaten (Billboard) | 79 (6 Wo.)        | 6      |

### Auszeichnungen für Musikverkäufe
Soloversion

| Land/Region                  | Auszeichnungen für Musikverkäufe (Land/Region, Auszeichnung, Verkäufe) | Verkäufe  |
| ---------------------------- | ---------------------------------------------------------------------- | --------- |
| Australien (ARIA)            | 2× Platin                                                              | 140.000   |
| Belgien (BRMA)               | 2× Platin                                                              | 60.000    |
| Brasilien (PMB)              | 2× Platin                                                              | 80.000    |
| Deutschland (BVMI)           | Platin                                                                 | 600.000   |
| Frankreich (SNEP)            | Diamant                                                                | 333.333   |
| Italien (FIMI)               | Platin                                                                 | 70.000    |
| Kanada (MC)                  | 4× Platin                                                              | 320.000   |
| Neuseeland (RMNZ)            | 3× Platin                                                              | 90.000    |
| Niederlande (NVPI)           | Platin                                                                 | 80.000    |
| Norwegen (IFPI)              | 2× Platin                                                              | 120.000   |
| Österreich (IFPI)            | 3× Platin                                                              | 90.000    |
| Polen (ZPAV)                 | 4× Platin                                                              | 200.000   |
| Portugal (AFP)               | 2× Platin                                                              | 20.000    |
| Schweiz (IFPI)               | 2× Platin                                                              | 40.000    |
| Spanien (Promusicae)         | Platin                                                                 | 60.000    |
| Vereinigte Staaten (RIAA)    | 4× Platin                                                              | 4.000.000 |
| Vereinigtes Königreich (BPI) | Platin                                                                 | 600.000   |
| Insgesamt                    | 35× Platin · 1× Diamant ·                                              | 6.903.333 |

mit Alessia Cara

| Land/Region     | Auszeichnungen für Musikverkäufe (Land/Region, Auszeichnung, Verkäufe) | Verkäufe |
| --------------- | ---------------------------------------------------------------------- | -------- |
| Dänemark (IFPI) | 2× Platin                                                              | 180.000  |
| Insgesamt       | 2× Platin ·                                                            | 180.000  |

Hauptartikel: Alessia Cara/Auszeichnungen für Musikverkäufe